# Chamaerops humilis
La palma nana (Chamaerops humilis L., 1753), comunemente nota anche come palma di San Pietro, è una pianta della famiglia delle Arecacee, unica specie del genere Chamaerops. È una specie tipica della macchia mediterranea.
Il nome del genere fa riferimento alla morfologia della pianta (dal greco χαμαί chamái, «a terra» e ῥώψ rhṓps, «cespuglio»). I greci la chiamavano phoenix chamaeriphes, che significa letteralmente «palma gettata per terra».

## Descrizione

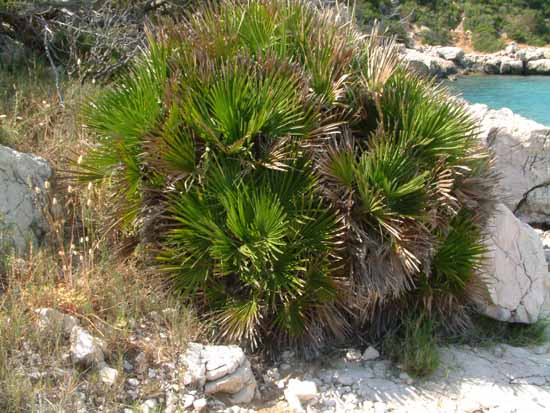
Cespuglio di Chamaerops humilis

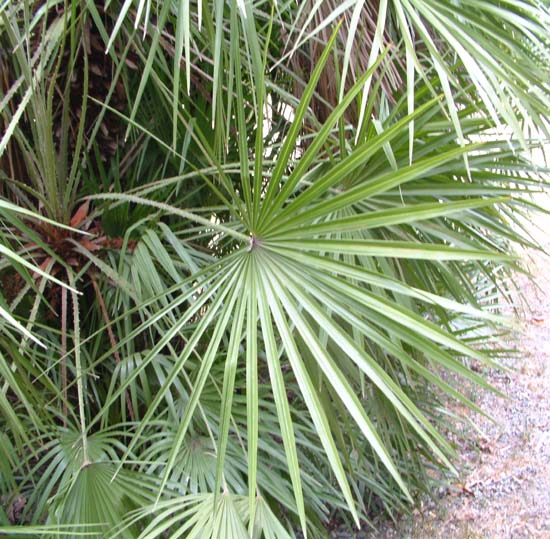
Foglie

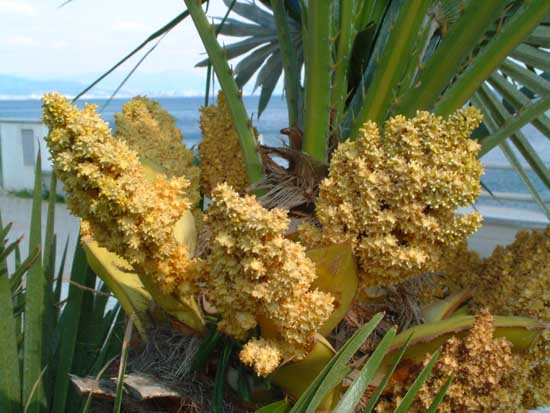
Infiorescenza

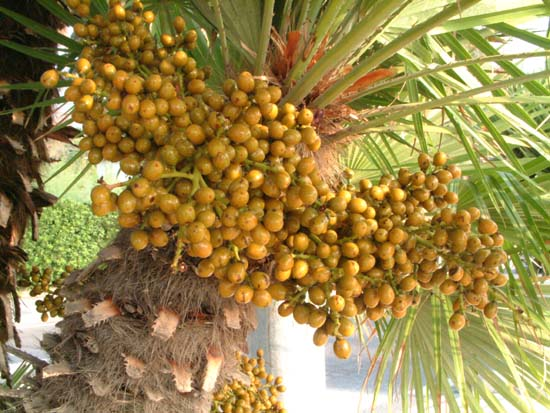
Frutti

### Portamento
Si presenta come un cespuglio sempreverde che raggiunge normalmente altezze sino a 2 metri.

### Fusto
Il fusto è di diametro variabile (10–15 cm), ricoperto da un tessuto fibroso di colore bruno. Generalmente è corto, visibile solo negli esemplari vetusti. È ricoperto in basso dai residui squamosi delle foglie morte (con un diametro complessivo fino a 25–30 cm).

### Corteccia
La corteccia è di colore marrone scuro o rossastra.

### Foglie
Le foglie sono larghe, robuste, a ventaglio, rigide ed erette, sostenute da lunghi piccioli spinosi riuniti a ciuffi sulla sommità del fusto; di colore verde sulla pagina superiore e quasi bianco sulla pagina inferiore.

### Fiori
I fiori sono portati da infiorescenze a pannocchia, corte e ramificate, di colore giallo, con peduncoli brevi. È usualmente (ma non invariabilmente) una pianta dioica con fiori maschili e femminili su piante separate. I fiori maschili hanno 6–9 stami che sovrastano un calice carnoso, i fiori femminili racchiudono 3 carpelli apocarpici carnosi.

### Frutti
I frutti sono drupe, globose o oblunghe, di lunghezza variabile (12–45 mm) con polpa assai fibrosa e leggermente zuccherina, di colore verde nelle prime fasi, successivamente giallo-rossiccio, marroni a maturità.

## Biologia
L'impollinazione viene garantita da una complessa relazione mutualistica con il curculionide Derelomus chamaeropsis.
L'insetto depone le uova sulle parti fiorali della palma ma queste si aprono solo sulle infiorescenze femminili, perché quelle maschili emettono una resina che ne blocca lo sviluppo. Le larve crescono all'interno delle infiorescenze e qui a primavera si sviluppano gli insetti adulti, sui quali si deposita il polline.

## Distribuzione e habitat
È diffusa in tutto il Mediterraneo occidentale dal sud del Portogallo a Malta (in Europa) e dal Marocco alla Libia (in Africa).
In Italia si trova lungo tutta la fascia costiera occidentale, dalla Sicilia alla Toscana meridionale (a nord fino al promontorio di Piombino), comprese alcune isole del Mar Tirreno (Capraia, Elba, Cerboli, Palmaiola, Palmarola, Ventotene), mentre più a nord è conosciuta solo per alcuni nuclei relitti nel territorio del Parco di Portofino (Liguria); è comune soprattutto in Sicilia, Calabria e Sardegna, regioni in cui si può allontanare di diversi chilometri dalle coste o risalire le prime pendici dei rilievi montuosi.
È un tipico elemento della fascia più termofila della macchia mediterranea.
È diffusa soprattutto in zone calde, vicino alle coste; predilige esposizioni soleggiate e teme il freddo intenso.
In ambiente naturale cresce principalmente su terreni rocciosi o sabbiosi.

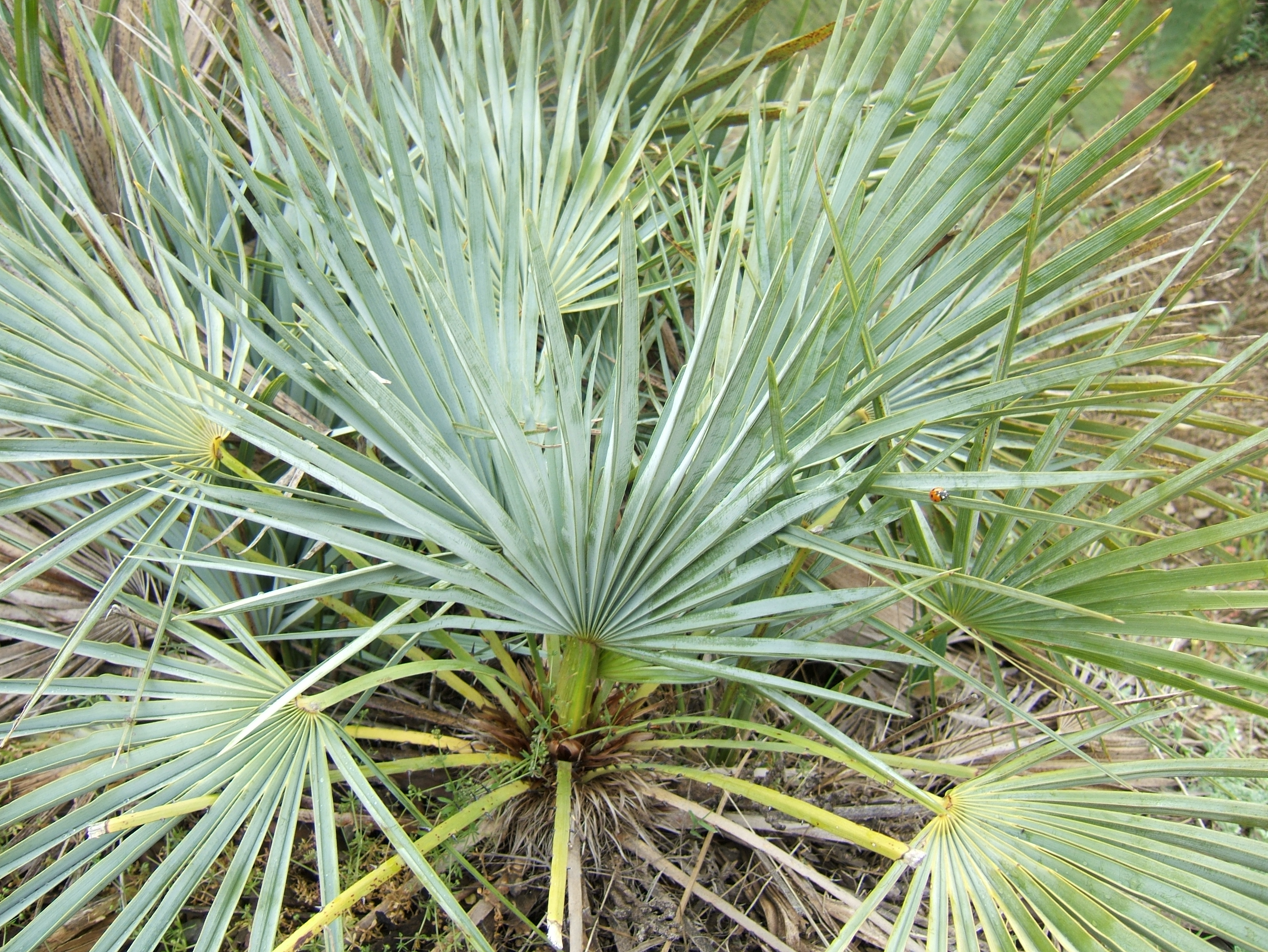
Chamaerops humilis var. argentea
Atlante, Marocco

## Varietà
Le seguenti varietà si differenziano a seconda del colore delle foglie:
- Chamaerops humilis var. humilis. Europa. Foglie verdi.
- Chamaerops humilis var. argentea André (syn. C. humilis var. cerifera Becc.). Africa (Marocco, Algeria e Tunisia). Foglie grigie.

## Usi
- Ornamentali: questa specie di palma è largamente usata come pianta ornamentale, specie per formare grandi cespugli, favorendo la tendenza naturale della pianta a formare numerosi stipiti. L'uso era particolarmente diffuso nell'epoca dei giardini romantici (fine '800) ed è continuato sino ad oggi.
- Alimentari: il germoglio, biancastro e midolloso, è edule ed era usato in tempo di carestia in sostituzione della patata oppure per farne dolci.
- Artigianali: La fibra ottenuta dalle foglie viene utilizzata per la fabbricazione di scope, ventagli, funi, ceste, panieri, stuoie, cappelli e corde.

## Altre notizie
- Ecologicamente è molto utile contro l'erosione e la desertificazione, si rigenera dopo gli incendi con successivi ricacci.
- Presenta somiglianze con il genere Trachycarpus, tipico dell'Asia.
- La pianta è seriamente minacciata dalle larve della farfalla Paysandisia archon, di origine sudamericana ma oramai presente anche in Europa[5].
- Vegeta con una temperatura superiore ai 10 °C; resiste a temperature fino a −12 °C ma solo per periodi brevi. La temperatura ottimale di crescita è tra 22 e 30 °C.
- Nei paesi costieri dell'Europa meridionale è spesso utilizzata come pianta ornamentale.
- La pianta più antica dell'Orto botanico di Padova è un esemplare di Chamaerops humilis piantato nel 1585; è comunemente nota come "Palma di Goethe", in quanto Johann Wolfgang von Goethe, che la vide durante il suo viaggio in Italia, le dedicò alcuni scritti.